# Cyclophora dilucidaria
Cyclophora dilucidaria là một loài bướm đêm trong họ Geometridae.